# Antineutron
L'antineutron est l'antiparticule du neutron. 
L'antineutron possède la même masse (939,56533 ± 0,00004 MeV.c−2), le même spin (1/2) et la même charge électrique que le neutron (0 C, puisque celui-ci est neutre).

## Détection
L'antineutron a été découvert en 1956 par Bruce Cork au Laboratoire national Lawrence-Berkeley.

## Différences avec le neutron
Malgré leurs caractéristiques communes, le neutron et l'antineutron sont bien des particules différentes puisque ce dernier est composé d'antiquarks (deux antiquarks downs et un antiquark up) et a un nombre baryonique égal à -1 (alors que le neutron en a un égal à +1). En outre, le moment magnétique de l'antineutron est égal à +1,91{\displaystyle \mu _{\mathrm {N} }} (l'opposé de celui du neutron), avec {\displaystyle \mu _{\mathrm {N} }} le magnéton nucléaire.

## Désintégration
Un antineutron se désintègre en un antiproton, un positron et un neutrino avec la même durée de vie qu'un neutron, soit environ 885 s.
{\displaystyle {\overline {n}}\rightarrow {\overline {p}}+e^{+}+\nu }

## Création et annihilation
- Lors de la collision (de haute énergie) entre deux protons, un antineutron peut être créé, accompagné d'un autre proton et d'un méson π-[3]. Ces 3 nouvelles particules étant issues de la « matérialisation » d'une partie de l'énergie cinétique des 2 protons initiaux.

{\displaystyle p+p\rightarrow p+p+p+\pi ^{-}+{\overline {n}}}
- L'antineutron peut s'annihiler avec un proton pour donner deux mésons π+ et un méson π-[3].

{\displaystyle {\overline {n}}+p\rightarrow \pi ^{+}+\pi ^{-}+\pi ^{+}}

## Oscillation neutron-antineutron
Certaines théories prévoient l'existence d'une oscillation neutron-antineutron, comme il existe une oscillation entre saveurs de neutrino. Cependant une telle oscillation n'a jamais été observée et une théorie de ce type impliquerait une violation de la conservation du nombre baryonique (principe selon lequel la somme des nombres baryoniques de toutes les particules initiales est la même que pour l'ensemble des particules après l'interaction). Il existe un projet visant à rechercher des oscillations neutron-antineutron à l’aide de neutrons ultra-froids,,,.